# Südkoreanischer Film

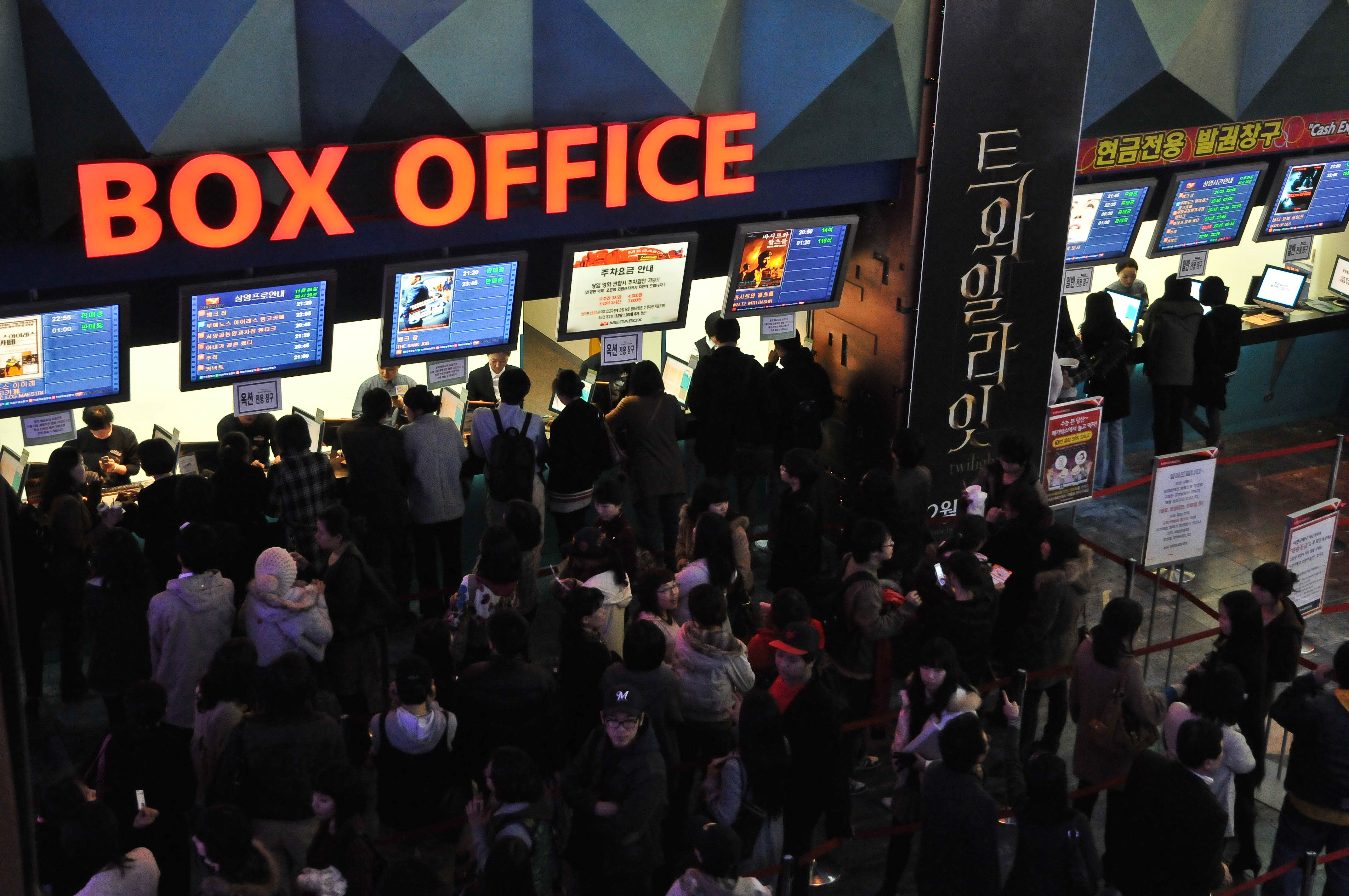
Das Megabox in der COEX Mall im Jahr 2008

Der südkoreanische Film durchlebte nach einer ersten Blütezeit in den späten 1950er und frühen 1960er Jahren schwierige Zeiten unter der Militärdiktatur. Erst mit der Demokratisierung ab Ende der 1980er Jahre konnte sich die südkoreanische Filmindustrie erneuern und gewann weltweit an Bedeutung. Die Kinoschaffenden prägten einen neuen Stil, der international unter dem Begriff Korean New Wave in die Filmwelt Einzug hielt. Das Land entwickelte sich zu einer Filmgröße: Südkorea stellt den fünftgrößten Kinomarkt der Welt nach Zuschauern bei etwa 50 Millionen Einwohnern und hat mit dem Kinobetreiber CJ CGV einen Technologieführer der Kinowelt.
Für die südkoreanische Filmindustrie haben sich zwei Begriffe etabliert: Chungmuro und Hallyuwood. Ähnlich wie der Ort Hollywood für den US-amerikanischen Film steht, steht Chungmuro für den südkoreanischen Film. Der Seouler Bezirk war einst das Zentrum der südkoreanischen Filmindustrie. Mittlerweile kommt diese Stellung allerdings der südlichen Hafenstadt Busan zu, der 2014 vom UNESCO Creative Cities Network der Titel „Stadt des Films“ zuerkannt wurde. Dennoch spricht man weiterhin von den Chungmuro-Stars, analog zu Hollywoodstars. Eine weitere Bezeichnung für Südkoreas Filmindustrie basiert auf der Koreanischen Welle. Diese beschreibt den weltweiten Erfolg südkoreanischer Popkultur und ist nicht zu verwechseln mit der Korean New Wave. Der Begriff „Koreanische Welle“ etablierte sich ab Ende der 1990er Jahre in China und Japan, als Journalisten über den Erfolg des K-Pops und koreanischer Fernsehdramen in ihren Ländern berichteten. Im Koreanischen heißt „Welle“ Hallyu, woraus sich international die Bezeichnung Hallyuwood für das südkoreanische Kino verbreitete.

## Geschichte

### Die Geburt des koreanischen Films

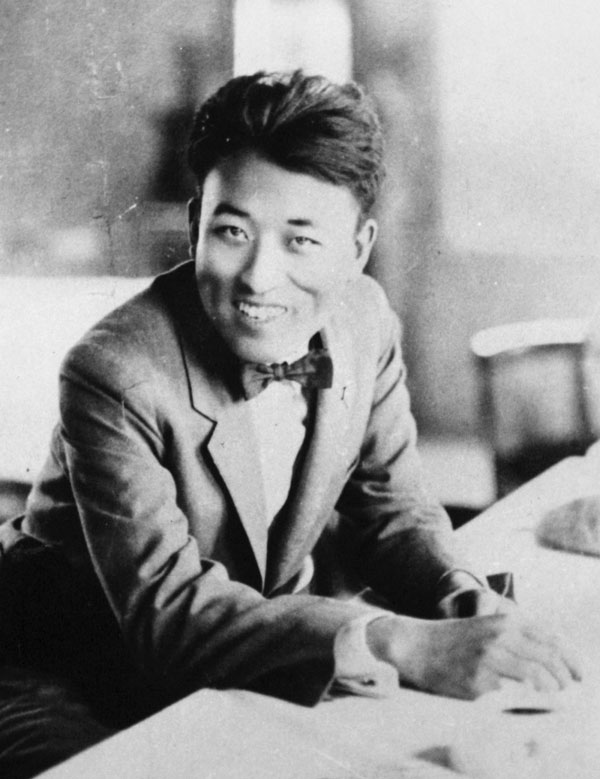
Der junge Regisseur und Schauspieler Na Woon-gyu drehte den Film Arirang, der als wichtigster koreanischer Film der Stummfilmzeit gilt.

Kurz nachdem Ende des 19. Jahrhunderts der Cinématographe der französischen Brüder Lumière populär wurde, kam der Film auch nach Korea. Zunächst wurden diverse ausländische Filme importiert, der erste etwa 1897/98. Der Film wurde gerade populär, als sich Korea weltpolitisch dem wachsenden Einfluss des Japanischen Kaiserreichs gegenübersah, der 1910 in die Kolonialisierung Koreas mündete.
Am 27. Oktober 1919 wurde im Kino Dansungsa mit Kampf für Gerechtigkeit (Originaltitel: 의리적 구투 Uirijeok Gutu) die erste koreanische Filmproduktion aufgeführt. 1966 einigten sich Filmemacher und die Regierung, den 27. Oktober zum „Tag des Films“ auszurufen, um die Geburt des koreanischen Kinos zu feiern. Dieser Film war allerdings zur Hälfte ein Theaterstück. In der Literatur ist es umstritten, welcher Film als Koreas erster Spielfilm anzusehen ist. 1926 erschien der Stummfilm Arirang von Na Woon-gyu, der als einer der wichtigsten Filme des frühen koreanischen Kinos gilt. Es war der erste Film, der Nationalstolz und Widerstand gegen Japans Kolonialherrschaft thematisierte. Die japanische Besatzungsmacht hat den Film anfangs nicht verboten, weil sie die anti-japanische Botschaft des Films nicht erkannte. Für Koreaner war sie allerdings klar ersichtlich. Der Film handelte von einem mental instabilen Mann, der einen wohlhabenden Landbesitzer mit Verbindung zur japanischen Polizei ermordet. Lee Gyu-hwan knüpfte in seinem Debütwerk A Ferry Boat That Has No Owner (임자없는 나룻배, 1932) thematisch daran an und zählt zu einem der bedeutendsten Regisseure der Stummfilmzeit. Der 1934 veröffentlichte Stummfilm Crossroads of Youth (청춘의 십자로 Cheongjun-ui Sipjaro) wurde 2007 entdeckt und ist dadurch heute der älteste erhaltene koreanische Film.
1935 erschien mit einer neuen Verfilmung der Volkssage Chunhyang-Jeon Koreas erster Tonfilm. 1937 hatte Lee Gyu-hwan mit Wanderer (나그네 Nageune) einen großen Erfolg, wodurch Tonfilme zur neuen Norm wurden. Allerdings war dies auch das Jahr, in dem Japan in China einfiel und der Druck wuchs, pro-japanische Filme zu drehen. 1942 nahm das Aufblühen der Filmindustrie ein jähes Ende, als die Regierung Japans koreanischsprachige Produktionen verbot und Filme nur noch der Kriegspropaganda dienten.

### Nach dem Krieg: Das geteilte Korea und die Blütezeit

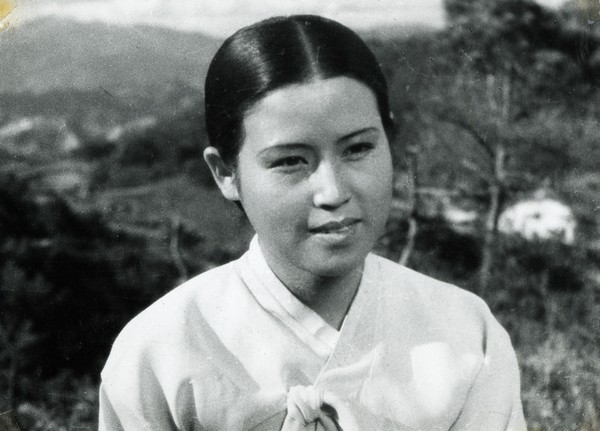
Szene aus dem Film A Hometown in Heart (마음의 고향, 1949) mit Choi Eun-hee. Der Film gilt als einer der wichtigsten seiner Zeit und galt lange Zeit als verschollen, bevor er 2005 wiedergefunden wurde.

Am 15. August 1945 endete der Zweite Weltkrieg in Asien und Korea wurde von der japanischen Kolonialherrschaft befreit. In der Bevölkerung sorgte dies für Euphorie und Aufbruchsstimmung, die allerdings nicht lange währte. 1948 wurde mit der Gründung der Republik Korea im Süden und der Demokratischen Volksrepublik Korea im Norden die Teilung zementiert. Die Zeit dazwischen (1945 bis 1948) war geprägt von Filmen über die Unabhängigkeitsbewegung und die neu gewonnene Freiheit, wie etwa The Chronicle of An Jung-geun (안중근 사기, 1946), Yun Bong-gil, the Martyr (윤봉길 의사, 1947) oder Viva Freedom! (자유만세 Jayu Manse, 1946). Doch mit der Teilung folgten ideologische Filme, darunter anti-kommunistische Filme oder Werke über die Tragödie der Teilung. Dennoch begann das Kino sich zu entfalten und neue Methoden und Techniken zu verwenden. In dieser Zeit wurde mit A Diary of Woman (여성일기 Yeoseong Ilgi, 1949) von Hong Seong-gi der erste südkoreanische Farbfilm produziert. Amerikanische Filme machten mehr als 50 Prozent des südkoreanischen Kinomarktes aus. In Anbetracht, dass von 1946 bis 1950 lediglich 61 Filme in Südkorea produziert wurden – gegenüber mehr als 100 gespielten amerikanischen Filmen pro Jahr – gilt dies allerdings als Erfolg.

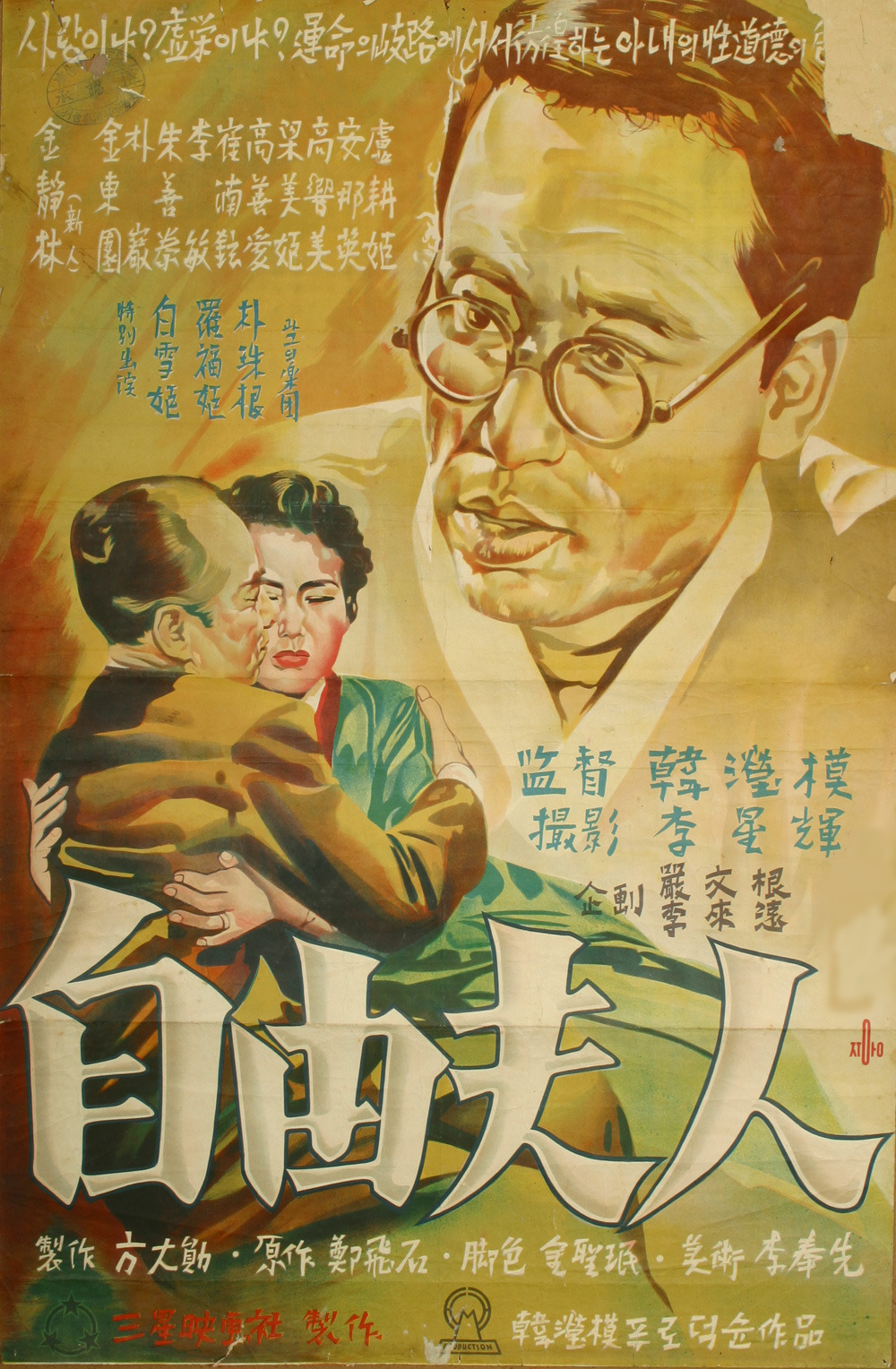
Filmposter zu Madam Freedom (1956)

1950 brach der Koreakrieg aus und Regisseure drehten Aufnahmen von der Front. Nachdem der Krieg 1953 endete, blühte die südkoreanische Filmindustrie erstmals kurz auf. Da der Krieg das Land verwüstete, mussten neue, moderne Gerätschaften für die Dreharbeiten angeschafft werden und man war somit auf dem aktuellen Stand der Technik. Wurden 1954 15 Filme gedreht waren es 1959 schon 111. Regisseure konnten relativ frei arbeiten und boten vermehrt unterhaltsame Filme anstatt ideologische Filme an. 1955 hatte Lee Gyu-hwan eine sehr erfolgreiche Neuverfilmung von Chunhyang-jeon. Die Nachkriegsjahre sahen eine Flut an Historienfilmen und Verfilmungen koreanischer Legenden. Allerdings feierte Han Hyung-mo 1956 einen großen Erfolg mit seiner Satire des zeitgenössischen Südkorea mit dem Titel Madame Freedom (자유부인 Jayu Buin), so dass immer mehr zeitgenössische Filme produziert wurden. Des Weiteren wurde mit zahlreichen Genres experimentiert, z. B. dem Melodrama, der Komödie, dem Thriller, Gangster- und Horrorfilmen. In dieser Zeit bis in die 1980er Jahre verband man das südkoreanische Kino sofort mit dem Seouler Bezirk Chungmuro, wo zeitweise über 70 Filmunternehmen beheimatet waren. Es wurde zur Straße der Kultur, Künstler und des Films. In der Gesellschaft war ein Wandel und Aufbruch spürbar und eine zunehmende Modernisierung und Amerikanisierung war zu erkennen während westliche Demokratie die Politik prägte. Es war auch die Zeit, in der Schauspieler erstmals wie Stars gefeiert wurden.
1960 erschienen mit Hanyo – Das Hausmädchen von Kim Ki-young und Obaltan von Yu Hyun-mok zwei Meilensteine der südkoreanischen Filmgeschichte. Hanyo handelt von einer manipulativen Hausfrau, die den Mann des Hauses verführt und damit die konfuzianische Ordnung des Haushalts zerstört. Das Motiv der Femme fatale wird in vielen Filmen Kims genutzt. Der Film kombiniert die zeitgenössischen Schwierigkeiten der Bürgern mit Motiven des Neorealismusses in expressionistischem Ton und Bild. Er thematisiert die Zerstörung durch den Koreakrieg und das industrielle Wachstum. 1961 wurde Kang Dae-jins Der Kutscher (마부 Mabu) der erste südkoreanische Film, der einen großen internationalen Preis gewinnen konnte: den Großen Preis der Jury auf der 11. Berlinale. Im selben Jahr erschien auch einer von Shin Sang-oks bekanntesten Filmen: The Houseguest and My Mother. Shin war einer der prägenden Regisseure dieser Zeit. Die südkoreanische Filmindustrie wuchs sowohl in der Anzahl der Produktionen als auch im Angebot der Genres, gewann international an Prestige und die Zuschauerzahlen stiegen weiter an.
1961 kam es weiterhin zu einem Militärputsch, durch den Park Chung-hee Präsident des Landes wurde. Park Chung-hee wollte die wirtschaftliche Entwicklung Südkoreas vorantreiben und nahm dafür jeden Teil der Gesellschaft ein. Dazu gehörte auch die Förderung und Kontrolle der Filmindustrie. Unter ihm wurde die staatliche Filmzensur systematisch ausgeweitet. Drei Hauptbestandteile des Filmgesetzes von 1962 waren die Einrichtung eines Produzenten-Registrierungssystems, Einfuhrquoten für ausländische Filme und Zensurrichtlinien. Jeglicher Anflug von vermeintlichem Pro-Kommunismus und Kritik am Staat wurde unterbunden. Beispielsweise wurde der produktive Regisseur Lee Man-hee verhaftet, da er Nordkoreaner als zu menschlich in dem Film Seven Women Prisoners (1965) darstellte. Es sollten auch keine Filme produziert werden, die dafür sorgen könnten, dass die Bevölkerung „nachlässiger“ würde. Weiterhin wurden viele kleinere Filmstudios zwangsfusioniert, so dass 1963 nur noch fünf große Studios übrig blieben: Shin Films, Kuk Dong, Hapdong, Taechang und Hanyang. Ende 1966 wurde den Kinos eine Quote auferlegt, durch die sie alle zwei mindestens einen koreanischen Film zeigen mussten. Die Filme mussten dann für mindestens 90 Tage gespielt werden.
Ein wesentlicher Teil von Parks Politik war die Unterstützung der sogenannten Chaebols, familiengeführte Großunternehmen. Die Konsolidierung der Produzenten führte zu wenigen, aber großen Filmstudios. Parks Politik hinsichtlich des Films fokussierte sich jedoch vor allem auf die Produktion, während der Vertrieb in den Kinos und Verwertung vernachlässigt wurde. Filme machen konnten nur registrierte Produzenten. Allerdings war es gang und gäbe, dass unabhängige Produzenten für eine Gebühr die Produktionslizenz von registrierten Produzenten erwarben (daemyeong jejak). Dies war illegal, doch der Staat ging nicht dagegen vor. Ab 1963 gab es die Vorgabe der Regierung, jeder Produzent müsse jährlich 15 Filme veröffentlichen. Dies förderte die Zunahme der zuvor genannten Praktik. Viele Produzenten konnten die Quote nur durch die Weitergabe der Rechte erfüllen. Dies führte zu einem rapiden Anstieg der Filmproduktionen. Als 1966 ein Niveau von etwa 120 Filmen im Jahr erzielt wurde, ging die Regierung gegen die Daemyeong-Produktionen vor, da die offiziell registrierten Produzenten ihre Unternehmen soweit ausgereift haben, dass sie dieses Niveau alleine halten sollten. Dies führte allerdings zu Protesten, in deren Folge die Regierung nachgab und das Daemyeong-System legalisierte. Die Anzahl der Produktionen nahm weiter rasant zu.
1968 wurden mindestens 200 Filme verschiedener Genres veröffentlicht. 1969 verzeichneten südkoreanische Kinos über 173 Millionen Zuschauer, damals ein Höchstwert. Das erste Kinofilmgesetz und Park Chung-hee hatte nicht nur Zensur zur Folge, sondern auch Anreize durch Preise für hochqualitative Filme. In dieser Zeit gab es viele Literaturverfilmungen, darunter von Obaltan (1961), Kim’s Daughters (1963) und Descendants of Cain (1968) von Yu Hyun-mok, Mother and a Guest (1961), Kinship (1963), Affection (1966) und Potato (1968) von Shin Sang-ok sowie Seashore Village (1965), Sound of Magpies und Mist (1967) von Kim Soo-yong. Zudem setzte sich auch der Farbfilm durch. Die 1960er Jahre wurden zu Südkoreas Blütezeit des Films und das Kino entwickelte sich zur wichtigsten Unterhaltungsform in der Gesellschaft. In der Literatur werden die 1960er Jahre häufig als das Goldene Zeitalter des koreanischen Films beschrieben. Der Begriff beschreibe eine Phase, in der das Kino gesellschaftliche Akzeptanz findet und als Kunstform sowie als wirtschaftliches und technologisches Produkt anerkannt wird.

### Zensur und Propaganda
| Anzahl von Fernsehgeräten und Kinobesuchern in Südkorea | Anzahl von Fernsehgeräten und Kinobesuchern in Südkorea | Anzahl von Fernsehgeräten und Kinobesuchern in Südkorea |
| Jahr                                                    | Fernsehgeräte                                           | Kinobesuche                                             |
| ------------------------------------------------------- | ------------------------------------------------------- | ------------------------------------------------------- |
| 1966                                                    | 43.684                                                  | 156.336.340                                             |
| 1967                                                    | 73.224                                                  | 164.077.224                                             |
| 1968                                                    | 118.262                                                 | 171.341.354                                             |
| 1969                                                    | 223.695                                                 | 173.043.273                                             |
| 1970                                                    | 379.564                                                 | 166.349.541                                             |
| 1971                                                    | 616.392                                                 | 146.303.355                                             |
| 1972                                                    | 905.365                                                 | 118.723.789                                             |
| 1973                                                    | 1.282.122                                               | 114.625.241                                             |
| 1974                                                    | 1.618.617                                               | 97.375.813                                              |
| 1975                                                    | 2.014.927                                               | 75.597.977                                              |
| 1976                                                    | 2.809.131                                               | 65.700.738                                              |

Die zunehmende Verbreitung des Fernsehens seit dem Ende der 1960er Jahre trug zum Abschwung des Kinos bei. Hatte es zuvor im Unterhaltungsbereich nur wenig Konkurrenz, stellte das Fernsehen eine ernstzunehmende Gefahr für die Kinos dar. Die Anzahl der Kinos in Südkorea nahm ab von 659 im Jahr 1969 auf 541 im Jahr 1976.
Weiterhin sorgte das Daemyeong-System für eine Schwemme minderwertiger Filme. 1971 entstanden 80 % aller veröffentlichten Filme durch die Weitergabe der Lizenz an unabhängige Produzenten. Nach Yecies und Shim (2012) ist es ironisch, dass das Entgegenkommen der Regierung bezüglich der Forderungen der Industrie hinsichtlich der Kontrolle letztlich das Produktionsumfeld schwächte und ins „dunkle Zeitalter“ führte. Des Weiteren nahm in den 1970er Jahren die Kontrolle der Filmindustrie durch die Regierung zu. 1972 wurde unter Park Chung-hees Regime die autoritäre Yushin-Verfassung erlassen. 1973 wurde die Motion Picture Promotion Corporation (MPPC) gegründet, die offiziell südkoreanische Filme unterstützen sollte, allerdings hauptsächlich die Filmindustrie kontrollierte und Zensurmaßnahmen entlang der Ideale der Regierung vornahm. Als einer der besten Filme dieser Zeit gilt der Gesellschaftskommentar March of the Fools (1975) von Ha Kil-jong. Aufgrund der Darstellung der Gesellschaft unter dem Park-Regime wurden Teile des Films für das Kino rausgeschnitten. Auch die Darstellung von Armut wurde nicht gutgeheißen. Durch die soziale, politische und ideologische Zensur wurden vor allem Liebesfilme oder Filme mit Erotik als Thema gedreht.
Trotz der Restriktionen durch die Regierung gelangen den Regisseuren einige künstlerisch gehaltvolle Filme. 2012 kuratierte Darcy Paquet auf dem Udine Far East Film Festival eine Retrospektive des südkoreanischen Kinos der 1970er Jahre. Der deutsche Filmjournalist Michael Kienzl zog als Fazit: „[…] so düster, experimentierfreudig und freizügig wie die Filme teilweise sind, wirken sie keineswegs so, als seien sie unter strengen Restriktionen entstanden, geschweige denn, dass sie etwas mit jenen Propagandafilmen gemeinsam haben, die man aus diktatorischen Regimes kennt. Stattdessen weiß man jetzt, dass im Südkorea der 1970er Jahre auch spannende und stilistisch breit gefächerte Filme gedreht wurden. Von künstlerischem Bankrott aber keine Spur.“ Im Kwon-taek veröffentlichte 1973 den Film Japcho (잡초), der einen Wechsel seines Regiestils markiert. Literaturverfilmungen waren noch immer beliebt unter den gestandenen Regisseuren Kim Ki-young, Yu Hyun-mok und Shin Sang-ok. Allerdings waren diese kaum erfolgreich. Stattdessen traten neue Regisseure zu Tage. 1975 erschien Youngja’s Heyday (영자의 전성시대 Yeongja-ui jeonseong sidae) von Kim Ho-sun, der einer der erfolgreichsten Filme der 1970er Jahre wurde und eine Welle von Hostessfilmen nach sich zog.
Die Hostessfilme stellten die Situation im Südkorea der 1970er Jahre dar. Durch den wirtschaftlichen Aufschwung wurde in Unternehmen mehr Personal benötigt. Also traten nun auch Frauen als Arbeiterinnen hervor, während die Arbeit zuvor Männersache war und Frauen sich um den Haushalt kümmerten. Allerdings arbeiteten Frauen unter schlechten Bedingungen. Sie erhielten weniger Lohn als Männer und mussten häufig Tätigkeiten annehmen, die sehr lange Arbeitszeiten verlangen, als Arbeitskraft in den Textilfabriken, Busschaffnerinnen oder Dienstmädchen. Dabei kamen Frauen vom Land extra für die Arbeit in die Stadt. Wer schließlich nicht unter solchen Bedingungen weiter arbeiten wollte, landete häufig in der Prostitution. Die Hostessfilme befassten sich mit dieser gesellschaftlichen Konstellation.
Die Zensur unter Park Chung-hees Regime gilt zuweilen als irrational und inkonsistent. Sie fokussierte sich auf regimekritische Filme sowie politisch und gesellschaftlich realistische Filme. Über Filme mit sexuellem Inhalt wurde jedoch hinweg gesehen, obwohl im Filmgesetz geschrieben stand, die Darstellung von Prostituierten, Prostitution, Vergewaltigung und von sittenwidrigem Sex sei verboten. Der Filmforscher Park Jae-yoon argumentiert, dass die gesamte staatliche Filmpolitik dieser Zeit lediglich dazu dienen sollte, von politischen Themen abzulenken. Im Fernsehen wurden erotische Szenen weiterhin streng zensiert, wodurch Erotikfilme Teil der Überlebensstrategie der schwächelnden Kinoindustrie wurden. Die zuvor angesprochenen Hostessfilme dominierten das Kino. In den Filmen gab es häufig eine Protagonistin, die vom Land in die Großstadt zieht und dort ein sexuelles Trauma erlebt. Heavenly Homecoming to Stars (1974) von Lee Jang-ho wurde zu dieser Zeit der meistbesuchte Film des südkoreanischen Kinos. Mit Winter Woman konnte Kim Ho-sun 1977 einen weiteren großen Erfolg feiern. Während einige Autoren die Filme als positiv sehen, da sie soziale Probleme ansprachen, sehen andere die Filme als unmoralisch für das Ausnutzen weiblicher Sexualität. Die Forscherin Hyo Kim von der Ewha Womans University argumentiert, dass die Filme deshalb nicht zensiert wurden, da sie sich zusätzlich dem Regime wohlgesinnter Szenen bedienten, bspw. in The Rose that Swallowed Thorn (1979) durch Symbole des Park-Regimes und die Darstellung des wirtschaftlichen Aufschwungs durch Panoramaaufnahmen moderner Gebäude und Bahnstrecken. Dadurch würde die Zensur quasi verhandelt.
In den 1970er Jahren fiel Shin Sang-ok, der zu den bedeutendsten Regisseuren der 1950er und 1960er Jahre zählt und Park Chung-hee gut kannte, der Zensur zum Opfer. Shin ärgerte sich über Präsident Parks Maßnahmen. 1975 nahm Shin zwei zensierte Szenen in seinen Trailer zu Rose and Wild Dog (장미와 들개) auf. Dies missfiel Park und als Shin weiterhin ankündigte, er würde einen politisch links motivierten Film drehen wollen, wurde Shins Filmstudio die Lizenz entzogen. 1978 sorgte das Verschwinden von Shin Sang-ok und seiner Ex-Frau, der Schauspielerin Choi Eun-hee, für Aufsehen. 1953 gingen beide die Ehe ein, bis sie sich 1970 scheiden ließen. Sie wurden 1978 getrennt voneinander von nordkoreanischen Agenten entführt. 1983 wurden Shin und Choi von Kim Jong-il zu einem gemeinsamen Essen eingeladen, wo sie sich erstmals wiedersahen. Auf Anordnung von Kim Jong-il wurden sie erneut verheiratet und drehten Filme für Nordkorea. Der nordkoreanische Diktator Kim war Cineast und wollte mit den beiden Stars Nordkorea mit Filmkunst bereichern. Bevor der Verbleib von Shin und Choi 1984 durch ihr Erscheinen auf Filmfestivals aufgeklärt wurde, gab es zahlreiche Gerüchte über ihr Verschwinden, bspw. dass sie vom südkoreanischen Geheimdienst getötet wurden, dass sie aufgrund von Zensur nach Nordkorea gingen oder, wie sich letztlich als richtig herausstellte, dass sie entführt wurden. 1986 konnten Shin und Choi über die amerikanische Botschaft in Wien fliehen. Bis 1999 lebten beide unter dem Schutz der CIA in den USA, bevor sie nach Südkorea zurückkehrten. Shin Sang-ok erzählte, Kim Jong-il verfüge über ein großes Filmarchiv. Darin befinden sich auch seine Lieblingsfilme aus Südkorea von vor den 1970ern. Unter den etwa 200 Filmen sei auch Late Autumn (1966) von Lee Man-hee. Der Film gilt als Meisterwerk und ist in Südkorea verschollen. Tatsächlich sind nur noch 22 % der südkoreanischen Filme aus den 1950er Jahren und 44 % der Filme aus den 1960er Jahren erhalten.

### Demokratisierung und kommerzieller Aufschwung
1979 kam der Präsident Südkoreas, Park Chung-hee, bei einem Putschversuch ums Leben. Erneut übernahm das Militär die Führung und Chun Doo-hwan bildete ein neues Regime, das von 1980 bis 1988 Bestand hatte. In dieser Zeit formierte sich die Demokratiebewegung. Im Mai 1980 rief das Regime nach studentischen Demonstrationen das Kriegsrecht aus, riegelte die Stadt Gwangju ab und verübte dort ein Massaker gegen die Demokratiebewegung. In der Folge wurde die Zensur des Films verschärft und die Bedeutung heimischer Produktionen nahm weiter ab. Heimische Filme dienten vor allem zur Erfüllung der Quote, um ausländische Produktionen zu importieren. Mitte der 1980er Jahre sah sich Südkorea mit dem Druck der USA auf den Handel konfrontiert. Südkorea verfolgte eine protektionistische Politik. Die Motion Picture Export Association of America lobbyierte schon seit Jahrzehnten für die Öffnung des südkoreanischen Marktes. 1985 berichteten die Organisation dem Handelsbeauftragten der Vereinigten Staaten von unfairen Importbedingungen ausländischer Filme. Die US-Regierung setzte sich darauf für eine Befreiung des Marktes ein. Um beim Export von Industrieprodukten in die USA, beispielsweise Autos, nicht benachteiligt zu werden, ging Südkorea auf die USA ein und befreite den Filmmarkt. Auch die Uruguay-Runde von 1986 bis 1994 im Rahmen des Allgemeinen Zoll- und Handelsabkommens sah die Marktöffnung für Medien und Kultur vor. Die signifikanteste Änderung gab beim zweiten Filmabkommen zwischen Südkorea und den USA im Jahr 1988, dass es ausländischen Unternehmen erlaubte, Niederlassungen in Südkorea zu gründen, um ihre Filme direkt zu vertreiben. Zuvor war der Markt monopolisiert und nur wenige südkoreanische Unternehmen durften ausländische Filme importieren, während ausländische Unternehmen ihre Filme nicht direkt vertreiben durften. Die südkoreanische Filmindustrie wurde von strengen Auflagen und der Einfuhrquote befreit. Allerdings stand der nach jahrzehntelanger Zensur kaum wettbewerbsfähige südkoreanische Film nun einem freien Markt gegenüber, was eine neue Situation für die Filmemacher darstellte.

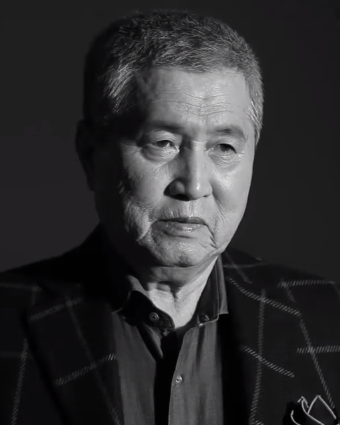
Im Kwon-taek zählt zu den wichtigsten Regisseuren der südkoreanischen Filmgeschichte.

Eine neue Generation von Regisseuren wuchs heran und brachte neuen Schwung in die Filmindustrie. Im Kwon-taek und Lee Doo-young wagten sich an einem neuen Stil heran und konnten sich behaupten. Chung Ji-young, Shin Seung-soo, Jang Gil-soo, Hah Myung-joong und Park Chul-soo bildeten den neuen Mainstream ab. Vollendet wurde der Generationenwechsel durch die neuen Regisseure Jang Sun-woo, Park Kwang-su, Lee Myung-se und Park Chong-won. Ihre Independentproduktionen zeugten vom Aktivismus der Zeit, der soziale Probleme adressierte. Die Kulturbewegung übertrumpfte bald durch ihre Ästhetik das herkömmliche Kino und richtete sich eher an den kritischen Zuschauer und weniger an den reinen Konsumenten. Auf internationalen Filmfestspielen gewannen südkoreanische Autorenfilme zunehmend Aufmerksamkeit und ihr Stil wurde als Korean New Wave tituliert. 1987 konnte Im Kwon-taek mit Die Leihmutter dem südkoreanischen Kino zum Erfolg verhelfen. Die Hauptdarstellerin Kang Soo-yeon wurde für ihre Leistung auf den 44. Filmfestspielen von Venedig als beste Darstellerin ausgezeichnet.
Nach Sangjoon Lee erreichte das südkoreanische Kino zu dieser Zeit internationale Anerkennung. Zuvor seien nach seinen Nachforschungen südkoreanische Filme in der westlichen Welt kaum bekannt gewesen und es gab auch keine akademische Auseinandersetzung mit dem südkoreanischen Kino. Einen wesentlichen Anteil am Bekanntwerden des südkoreanischen Films habe das 1981 begründete Hawaii International Film Festival und das East-West Film Journal, die sich beide darauf fokussiert haben, asiatische Filme im Westen zu verstehen. Für das Journal schrieb die Filmwissenschaftlerin Isolde Standish eine der ersten akademischen Betrachtungen des südkoreanischen Kinos und beschrieb dabei eine Korean New Wave als Revolte gegen traditionelle Konventionen und politische Zensur. Als Beginn der internationalen Beachtung können das Jahr 1984 gesehen werden, als Im Kwon-taeks Mandala (1981) und Lee Doo-yongs Mulleya Mulleya (1984) auf die Internationalen Filmfestspielen von Cannes eingeladen und in der Sektion Un Certain Regard gespielt wurden. 1988 und 1989 zementierte das südkoreanische Kino die Anerkennung als das Werk Warum Bodhi-Dharma in den Orient aufbrach? des jungen Regisseurs Bae Yong-kyun mit dem Goldenen Leoparden ausgezeichnet wurde. Überschattet von dem Erfolg wurde der ebenfalls von Kritikern gefeierte Film Chilsu and Mansu. Einen Monat zuvor wurde Kang Soo-yeon mit dem Schauspielpreis von Moskau bedacht für ihre Leistung in Der Pfad der Erleuchtung von Im Kwon-taek. Ein Jahr zuvor bezeichnete Amos Vogel den Film Der Mann mit den drei Särgen von Lee Jang-ho als „originellsten Film“ der Berlinale 1988. 1994 schrieb der britische Filmkritiker Tony Rayns, es gäbe kaum eine andere Filmnation, die in den vergangenen fünf Jahren innovativer war und stärker überraschte als Südkorea. Westliche Film des gleichen Zeitraums erscheinen dagegen zaghaft.
Gesellschaftlich befand sich Südkorea im Umbruch. Nach landesweiten Protesten gegen das Regime im Juni 1987 kam es im gleichen Jahr erstmals zu direkten, demokratischen Präsidentschaftswahlen. Nach und nach wurde das Land demokratischer. Diese Grundstimmung fand auch Einzug in die Filmindustrie. Trotz der neu gewonnenen Freiheiten, dem neuen Filmstil und dem Anstieg der heimischen Filmproduktionen tat sich der südkoreanische Film an den Kinokassen anfangs schwer. Der Marktanteil südkoreanischer Werke im Kino fiel im Jahr 1987 erstmals auf unter 40 %. Es war das erste Jahr, in dem ausländische Filmunternehmen ihre Filme direkt in Südkorea vertreiben konnten.
1993 erschien mit Im Kwon-taeks Sopyonje – Die blinde Sängerin der erste Film, der in Südkorea über eine Million Zuschauer erreichte. Der Film ist eine Adaption von Lee Cheong-juns gleichnamigen Roman über den volkstümlich koreanischen Gesangsstil Pansori. Trotz des Erfolgs betrug der Marktanteil südkoreanischer Produktionen im Jahr 1993 an den Kinokassen nur noch 15,9 %.
Der Einstieg südkoreanischer Konglomerate (Chaebol) in die Filmindustrie sollte diese fundamental verändern. Ende der 1980er Jahre wurden Videorekorder zu Alltagsgegenständen in südkoreanischen Wohnzimmern. Diese wurden von großen Unternehmen wie Samsung und Daewoo gefertigt. Deshalb investierten diese in Filme, die essenziell für Videospieler waren. Sie wollten expandieren und führten eine Routine ein, Filme erst im Kino zu zeigen, dann auf Videokassetten zu veröffentlichen und schließlich im Kabelfernsehen zu zeigen. Durch die Investitionen revitalisierte sich die südkoreanische Filmindustrie und die Qualität der Filme wurde verbessert. 1992 wurde Kim Ui-seoks Marriage Story veröffentlicht, der durch Samsung finanziert wurde. Es ist der erste südkoreanische Film, der von einem privatwirtschaftlichen Unternehmen gesponsert wurde. Durch die neue Geldquelle entstanden aufwändigere Produktionen. Es wurde viel Aufmerksamkeit auf die Drehbücher verwendet und potentielle Zielgruppen wurden befragt. Die Chaebols heuerten junge Regisseure an und veranstalteten Wettbewerbe für Independentproduktionen. Die Produktionsweise änderte sich und südkoreanische Filme wurden immer beliebter. Es wurde begonnen, auch Fantasy-, Science-Fiction- und Blockbuster-Filme zu drehen. Insbesondere der Unterhaltungssparte von Samsung wird zugesprochen, die Art und Weise südkoreanischer Filmproduktion grundlegend erneuert und gestaltet zu haben mit einem Ausbildungszentrum für Planung und Management, während sich Universitäten noch auf Regieführung und Filmtheorie fokussierten. Dem Einstieg der Chaebols wird in der Literatur deshalb große Bedeutung für die weitere Entwicklung des südkoreanischen Kinos beigemessen. Sie machten die Industrie transparent und planten systematisch. Samsung und Daewoo zogen sich 1999 bzw. 1998 in Folge der Asienkrise aus der Filmindustrie zurück. Doch die CJ Group (Cheil Jedang), die 1995 in den Markt eingestiegen ist, verblieb in der Industrie und sollte sie über die nächsten Jahrzehnte prägen. Showbox und Lotte stiegen 1999 in den Markt ein.

### Renaissance: DieKorean New Wave
| Kinoleinwände in Südkorea | Kinoleinwände in Südkorea |
| Jahr                      | Anzahl Kinoleinwände      |
| ------------------------- | ------------------------- |
| 1998                      | 507                       |
| 2005                      | 1.648                     |
| 2018                      | 3.058                     |

Von dem Schock der Marktöffnung 1986 erholte sich das südkoreanische Kino ein Jahrzehnt später und der Marktanteil stieg von 23,1 % im Jahr 1996 auf über 50 % im Jahr 2001. Nachdem seit 1996 mit Filmen wie The Contact (1997) und Christmas in August (1998) ein klarer Aufwärtstrend zu erkennen war, löste Kang Je-gyus Actionfilm Shiri 1999 einen Boom aus. Der Film war auch in den USA relativ erfolgreich. In Südkorea erreichte der Film einen neuen Rekord an den Kinokassen. Der Film leitete die Renaissance des südkoreanischen Kinos ein. Außerdem wurde 1996 die erste Auflage des Busan International Film Festivals eröffnet, das sich über die Jahre zum größten Filmfestival Asiens entwickelte. 1998 wurde Kim Dae-jung zum Präsidenten gewählt. Zu seiner Kulturpolitik gehörte die Etablierung einer Filmförderung und die Abschaffung staatlicher Filmzensur.

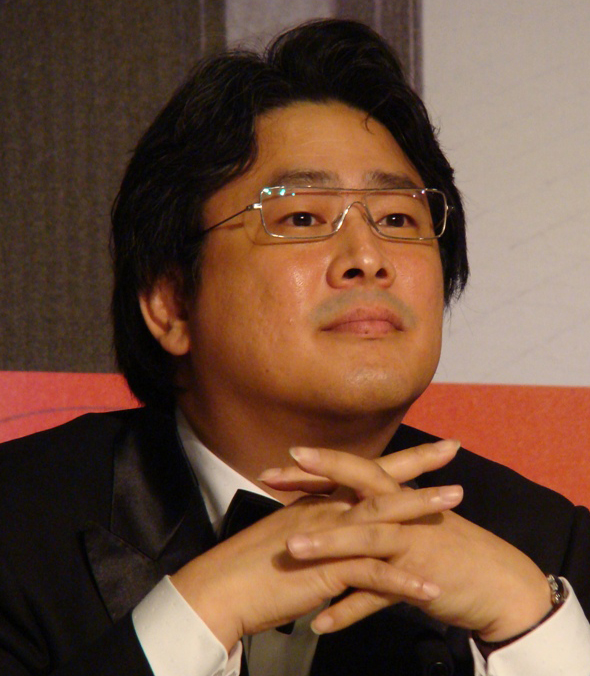
Park Chan-wook gehört seit 2000 zu den prägenden Regisseuren des südkoreanischen Kinos.

Im Jahr 2000 nahm mit Das Lied der treuen Chunhyang von Im Kwon-taek erstmals ein südkoreanischer Film am Wettbewerb der Internationalen Filmfestspiele von Cannes teil. Außerdem wurde Joint Security Area von Park Chan-wook veröffentlicht, der den Besucherrekord von Shiri brach. Der Film handelte von süd- und nordkoreanischen Soldaten am Grenzstreifen und verbindet Komödie und Tragik. Im selben Jahr wurde das Jeonju International Film Festival erstmals eröffnet durch den Film Waikiki Brothers von Im Soon-rye. Außerdem erschien die romantische Komödie My Sassy Girl von Kwak Jae-yong, die auch international erfolgreich war. Im nächsten Jahr folgte mit Friend von Kwak Kyung-taek ein weiterer Action-Blockbuster, der einen neuen Zuschauerrekord aufstellte, obwohl der Film keine Jugendfreigabe hatte. Lee Chang-dongs Film Oasis erhielt 2002 den Silbernen Löwen von Venedig, während Im Kwon-taek in Cannes für die beste Regie für Im Rausch der Farben und der Liebe ausgezeichnet wurde. Zu dieser Zeit wurden südkoreanische Filme auch an den Kinokassen in Japan, Singapur, Hongkong und weiteren Staaten sehr erfolgreich.
Unter Cineasten gilt das Jahr 2003 als eines der besten für den südkoreanischen Film. Bong Joon-ho sorgte für Aufmerksamkeit durch seinen Thriller Memories of Murder. Park Chan-wook veröffentlichte ein paar Monate später Oldboy, der auf den Internationalen Filmfestspielen von Cannes 2004 mit dem Großen Preis der Jury bedacht wurde. Kim Ki-duk veröffentlichte Frühling, Sommer, Herbst, Winter… und Frühling, der in der 2016 von der BBC veröffentlichten Liste der 100 bedeutendsten Filme des 21. Jahrhunderts auf Platz 66 landete. Jang Joon-hwan brachte mit Save the Green Planet! einen Kultfilm heraus und Kim Jee-woon gelang mit A Tale of Two Sisters ein Meilenstein des koreanischen Horrorfilms. Zum Jahresende erschien Kang Woo-suks Kriegsfilm Silmido, der über 11 Millionen Zuschauer in Südkoreas Kinos erreichte. Dieser Rekord wurde nur kurze Zeit später durch den Film Brotherhood – Wenn Brüder aufeinander schießen müssen (2004) geknackt. Es gelang, mit relativ geringem Budget hochwertige Filme zu produzieren, die an den Kinokassen und auf Filmfestspielen große Erfolge verzeichneten. Mit frischen Ideen und einem Gespür für die Gegenwart gelangen anspruchsvolle und kontroverse Filme, die Millionen von Menschen in die Kinos führten. Im Februar 2004 gewann Kim Ki-duk den Preis für die beste Regie auf der 54. Berlinale für seinen Film Samaria. Kim Ki-duk und Hong Sang-soo gelten als ausgezeichnete Autorenfilmer, die auf den Filmfestivals der Welt für Furore sorgen, aber nur geringe Umsätze an den Kinokassen erzielen. 2004 erhielt Kims Film Bin-Jip den FIPRESCI-Preis von Venedig und schließlich auch die Auszeichnung als bester Film des Jahres. Zu dieser Zeit war die Korean New Wave international in aller Munde. Ein neuer Filmstil und eine Filmbewegung, die frischen Wind auf die Filmfestivals der Welt brachte und an die Nouvelle Vague, das New American Cinema und die Hong Kong New Wave anknüpfte.
Während sich das südkoreanische Kino rasant entwickelte, gewann Ende der 1990er das japanische Horrorkino in westlichen Ländern an Beliebtheit, angeführt durch psychologische Horrorfilme wie Ring (1998). US-amerikanische Remakes folgten. Als nun 2003, ein Jahr nach dem Remake The Ring, die südkoreanischen Horrorfilme Into the Mirror und A Tale of Two Sisters erschienen, sah man sie als den nächsten großen Trend. Beide Filme erhielten 2008 bzw. 2009 amerikanische Remakes. Während der Westen aus Südkorea überwiegend Horrorfilme importierte, blieb das südkoreanische Kino an sich vielfältig. Ende der 2000er Jahre wurden nach mehreren Misserfolgen allerdings weniger Horrorfilme gedreht, da national sowie international das Interesse erschöpft war. Allerdings erstarkte das Genre des K-Horror später erneut durch Train to Busan und The Wailing – Die Besessenen (2016) sowie Gonjiam: Haunted Asylum (2018).
2006 stellte Bong Joon-ho durch seinen Genremix The Host einen neuen Kinorekord auf, indem für den Film über 13 Millionen Kinokarten verkauft wurden. Die 10-Millionen-Marke entwickelte sich von einem einstigen Meilenstein zu einer einfachen Messlatte des kommerziellen Erfolgs. Die südkoreanische Filmindustrie hat sich in diesen Jahren thematisch ausgeweitet und Filme zahlreicher verschiedener Genre produziert, von Horror, über Arthouse, Action und Liebesfilmen wurde eine große Bandbreite abgedeckt. Von 1996 bis 2005 stieg die Anzahl der Kinosäle in Südkorea von 511 auf 1648 an. Im gleichen Zeitraum stieg der Export südkoreanischer Filmproduktionen von 400.000 US-Dollar auf 76 Millionen US-Dollar. Mit der Fernsehserie A Star in My Heart (별은 내 가슴에) begann 1997 das Phänomen der Koreanischen Welle in China sichtbar zu werden, dem sich weltweit ausdehnenden Erfolg südkoreanischer Kulturexporte. Während koreanische Dramaserien der Ursprung des Phänomens sind, begann man nun aufgrund der wachsenden Umsätze auch den südkoreanischen Film miteinzubeziehen.

### Entwicklung nach der Verringerung der Kinoquote
Während die Einfuhrquote in den 1980er Jahren wegfiel, blieb die Spielquote südkoreanischer Filme erhalten, mit 146 Tagen pro Jahr ab 1985. 2006 wurde die Anzahl der Tage, die Kinos einheimische Filmproduktionen zeigen müssen, auf 73 Tage halbiert. Diese Quote verhält sich anders als noch 1966. Auf jeder Leinwand dürfen zu 1/5 (bis 2006 2/5) der Jahrestage nur südkoreanische Filme gezeigt werden. Nach Jimmyn Parc ist die Screen Quota sowieso nur ein Papiertiger, da zwar südkoreanischen Produktionen eine bestimmte Laufzeit im Kino garantiert sei, nicht aber sichergestellt ist, dass die Bevölkerung die Filme schließlich auch guckt. Seinen Ausführungen folgend hatte diese Quote kaum Einfluss auf die Entwicklung des südkoreanischen Films. Die Regelung wurde auch nicht streng durchgesetzt und einige Kinos sollen dagegen verstoßen haben.
Auch Independentproduktionen konnten Erfolge feiern, sowohl auf internationalen Filmfestspielen als auch im Kino. 2008 erreichte die Independentdokumentation Old Partner knapp 3 Millionen Kinobesucher. Im gleichen Jahr erschien der erfolgreiche Actionfilm The Chaser, der auf einem realen Serienkiller basiert und Regisseur Na Hong-jin sowie den beiden Hauptdarstellern Kim Yoon-seok und Ha Jung-woo zum großen Durchbruch verhalf. In einigen, international erfolgreichen Filmen aus den Anfängen der Koreanischen Neuen Welle werden Polizisten als korrupt, ungerecht, inkompetent und gewalttätig dargestellt. Die Gründe liegen in der jahrzehntelangen Diktatur und Zensur. Nach der Demokratisierung konnten die Filmemacher ihre Sicht schildern und ihrer Wut Ausdruck verleihen. In The Chaser ist es die Inkompetenz der Polizisten, durch die der Serienmörder immer weiter töten kann. In den 2010er Jahren wurden allerdings vermehrt Actionfilme und Thriller gedreht, in denen Polizisten als heldenhaft, wie etwa in Hollywoodfilmen, dargestellt werden.
Nach Fritz Göttler von der Süddeutschen Zeitung habe das südkoreanische Kino der Welt als neue „Kreativkraft“ und „Innovationsschleuder“ in der vorangehende Dekade „jede Menge Aufregung, Begeisterung [und] Enthusiasmus gebracht“. Der Journalist Jan Küveler von der Welt bezeichnete 2014 das südkoreanische Kino als das „beste Kino der Welt“. Die Filme haben „Zielstrebigkeit, Zweifel, Härte, Liebe, keine Spur von Eitelkeit, der Stil schnörkellos, Ausdruck ohne Umschweife, die flinke Eleganz der Nouvelle Vague und die brutale Direktheit amerikanischer Thriller der Siebziger“. Der amerikanische Regisseur Martin Scorsese schrieb, das koreanische Kino erreichte ihn langsam ohne jegliche Vorwarnung. Er sei geradezu vom koreanischen Film aufgesogen worden und verfolge seine Entwicklung. Regisseure wie Hong Sang-soo, Lee Chang-dong, Bong Joon-ho und Park Chan-wook sowie deren Regiekollegen seien wahre Kulturbotschafter. Darcy Paquet schrieb: „Man könne argumentieren, dass der aktuelle Aufschwung des koreanischen Kinos weniger ein außergewöhnlicher Umstand ist als vielmehr ihr natürlicher Zustand. Seit den Anfängen des koreanischen Kinos wurde es behindert durch Japans Kolonialisierung, die nationale Teilung, den Koreakrieg, autoritäre Militärregime, Zensur und wettbewerbsverzerrende Verordnungen. Erst in den 1990er Jahren konnte sich das koreanische Kino an einer unterstützenden Regierung erfreuen, einer stabilen Wirtschaft und einer vernünftigen Filmpolitik.“ Man könne nur hoffen, dass das koreanische nie wieder solche extremen Störungen erlebe.
2010 führte CJ CGV die neue Technologie 4DX ein und mit Haunters wurde der erste 4DX-Film veröffentlicht. Dabei ist das Bild in 3D, zusätzlich bewegen sich die Sitze, Düfte werden eingesprüht und Wind und Wasser wird für passende Szenen eingesetzt. 2012 erhielt Kim Ki-duk als erster koreanischer Filmemacher den Goldenen Löwen der Filmfestspiele von Venedig für Pieta. Im Jahr 2013 veröffentlichten die international sehr bekannt gewordenen Regisseure Park Chan-wook, Kim Jee-woon und Bong Joon-ho ihre ersten englischsprachigen Filme durch Stoker, The Last Stand und Snowpiercer.
2014 erschien das Historienepos Der Admiral – Roaring Currents, in dem Choi Min-sik den Seefahrer Yi Sun-shin verkörpert. Der Film handelt von der Seeschlacht von Myongnyang, in der Yi Sun-shin mit zwölf Schiffen die aus 330 Schiffen bestehende japanische Flotte besiegt und so die Invasion durch Japan abwendet. Der Film erreichte über 17,6 Millionen Kinobesucher und steht damit an der Spitze der Kinobesucherzahlen in Südkorea. Im selben Jahr erreichte der Film Ode to My Father mehr als 14 Millionen Zuschauer. Der Film erzählt die Geschichte Südkoreas vom Koreakrieg bis ins Jahr 2014 am Leben eines Mannes.
2016 kam es zu einem Korruptionsskandal um Präsidentin Park Geun-hye und ihrer Amtsenthebung, in dessen Zuge auch die Existenz einer kulturbezogenen schwarzen Liste bekannt wurde. Auf dieser befanden sich linke Künstler, oder welche, die sich über die Präsidentin lustig machten. Personen auf der schwarzen Liste sollten für ihre Produktionen keine finanzielle Unterstützung bekommen. Der Schauspieler Song Kang-ho landete auf der Liste für seine Rolle als Menschenrechtsanwalt in dem Film The Attorney (2013). Einige Filmemacher hatten Schwierigkeiten bei ihren Produktionen und deren Finanzierung. Es befanden sich 9473 Personen auf der Liste.
Mitte der 2010er Jahre gewannen südkoreanische Webtoons weltweit an Beliebtheit. Bereits zuvor wurden zahlreiche Manhwa und Webtoons für das Kino adaptiert, doch zu dieser Zeit etablierten sich Webtoons als Vorlagen für das südkoreanische Kinos, ähnlich wie sich Marvel und DC Comics als Stofflieferant für das amerikanische Kino etablierten. 2015 erschien die Webtoon-Verfilmung Inside Men – Die Rache der Gerechtigkeit, der mit über 9,1 Millionen verkauften Karten der erfolgreichste Film ohne Jugendfreigabe in der südkoreanischen Kinogeschichte wurde. Die erfolgreichste Webtoon-Verfilmung ist das Fantasy-Abenteuer Along with the Gods: The Two Worlds (2017) von Kim Yong-hwa mit über 14 Millionen Kinobesuchern. Des Weiteren hielt die #MeToo-Bewegung Einzug ins südkoreanische Kino. Dabei wurden Anschuldigungen laut gegen Regisseur Kim Ki-duk sowie gegen die Schauspieler Cho Jae-hyun, Oh Dal-soo und Jo Min-ki. Letzterer beging nach den Anschuldigungen Suizid. Oh Dal-soo wurde in der Fortsetzung Along with the Gods: The Last 49 Days (2018) ersetzt und einige, bereits abgedrehte Filme mit ihm wurden auf unbestimmte Zeit verschoben. Von staatlicher Seite wurde ein Zentrum für Gleichberechtigung im koreanischen Film eingerichtet, an das sich Schauspielerinnen wenden können. Auf viel Medieninteresse stieß der Film Kim Ji-young: Born 1982 mit Jung Yu-mi in der Hauptrolle. Es ist die Verfilmung eines erfolgreichen, 2016 veröffentlichten feministischen Romans.

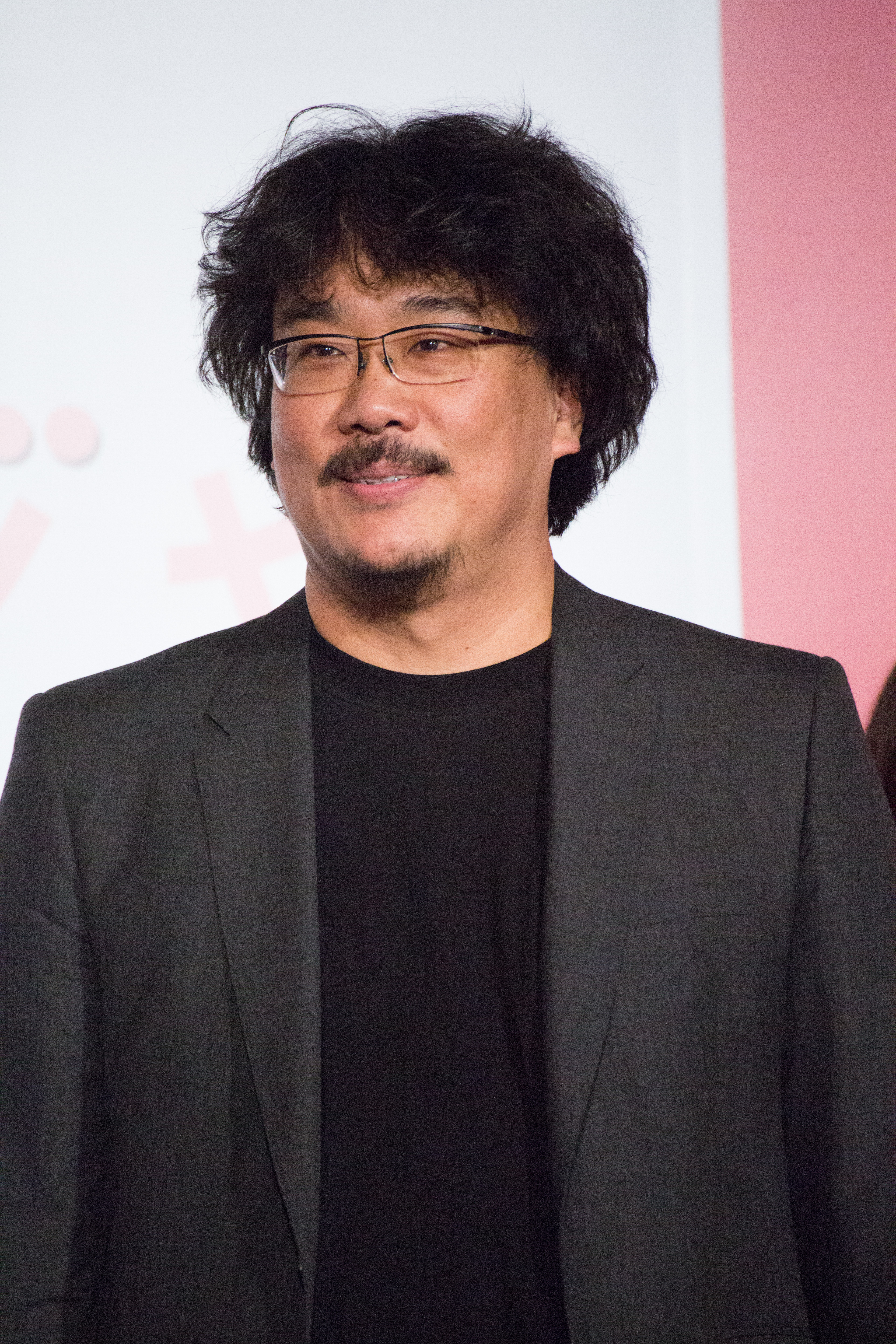
Bong Joon-hos Film Parasite wurde mit der Goldenen Palme und dem Academy Award ausgezeichnet.

2018 erhielt Lee Chang-dongs Burning viel Aufmerksamkeit bei den Filmfestspielen von Cannes und erreichte einen neuen Rekordwert in der Kritikerumfrage der Zeitschrift Screen International mit 3,8 von 4 möglichen Punkten. Katja Nicodemus von der Zeit sprach von einem „der besten Filme aller Zeiten“. Der Film erhielt den FIPRESCI-Preis. Ein Jahr später wurde der Film Parasite von Bong Joon-ho als erster koreanischer Film mit der Goldenen Palme sowie mit dem Golden Globe als bester fremdsprachiger Film ausgezeichnet. Des Weiteren erhielt Parasite als erstes nicht-englischsprachiges Werk den Oscar für den besten Film. Pascal Blum vom Tages-Anzeiger bezeichnete Südkorea im Zuge der Veröffentlichung von Parasite als „Originalitätskatapult“. Südkorea gelang ein Filmwunder und produziere die besten Thriller. Die zwei vorher genannten Filme gehören – gemeinsam mit Die Taschendiebin von Park Chan-wook und Train to Busan von Yeon Sang-ho, die beide ihre Premiere auf den Internationalen Filmfestspielen von Cannes 2016 feierten – zu den erfolgreichsten südkoreanischen Filmen der vergangenen Jahre (seit 2016). Beispielsweise gehören alle vier Filme zu den fünf erfolgreichsten koreanischen Filmen aller Zeiten in Frankreich. Dort wurde Parasite auch zum ersten südkoreanischen Film mit über einer Million Kinobesuchern.
Nachdem 2019 eines der erfolgreichsten Jahre für den südkoreanischen Film war, mit über 226 Millionen Kinobesuchern, die Auszeichnungen für Parasite und dem hundertjährigen Jubiläum des koreanischen Kinos, war die Entwicklung in den Anfängen des Jahres 2020 ab März verhalten aufgrund der weltweiten COVID-19-Pandemie. Dabei wurden die Kinos für einige Zeit geschlossen und in der Folge zahlreiche Filmveröffentlichungen verschoben. Als sich die Situation ab Ende April deutlich verbesserte, öffneten nach und nach wieder die Kinos.

## Produktion, Vertrieb und Kinos
| Marktanteil der Kinobetreiber im Jahr 2018 in Südkorea | Marktanteil der Kinobetreiber im Jahr 2018 in Südkorea |
| Kinokette                                              | Marktanteil                                            |
| ------------------------------------------------------ | ------------------------------------------------------ |
| CJ CGV                                                 | 49,3 %                                                 |
| Lotte Cinema                                           | 28,9 %                                                 |
| Megabox                                                | 18,7 %                                                 |

Der südkoreanische Filmmarkt wird als Oligopol beschrieben, da es wenige, vertikal integrierte Unternehmen gibt, die diesen dominieren. Die vier Unternehmen CJ ENM, Lotte Cultureworks, Showbox und Next Entertainment World teilen die Filmdistribution unter sich auf, während die Multiplex-Betreiber CJ CGV, Lotte Cinema und Megabox den Kinomarkt beherrschen. CJ und Lotte gehören zu den größten südkoreanischen Konglomeraten (jaebol). CJ ENM und CJ CGV sind Tochterunternehmen dieses Konzerns. CJ ENM ist Südkoreas größtes Unterhaltungsmedienunternehmen aktiv in Film, Fernsehen, Musik und Gaming. Lotte Cultureworks betreibt das Distributionslabel Lotte Entertainment und die Kinokette Lotte Cinema. Diese Unternehmen decken von Produktion über Distribution bis zur Zurschaustellung der Werke in den Kinos die gesamte Wertschöpfungskette der Filmindustrie ab. Die Produktionsgesellschaft Showbox und die Kinokette Megabox gehen beide auf den Konzern Orion zurück. Megabox gründete ein eigenes Produktionsstudio namens Megabox PlusM. Des Weiteren startete der Verwerter Next Entertainment World 2017 die Kinokette Cine Q.
2012 stieg das amerikanische Filmunternehmen 20th Century Fox in die Produktion südkoreanischer Filme ein, beginnend mit Running Man (2013). 2016 stieg auch Warner Bros. in den südkoreanischen Markt ein und feierte mit The Age of Shadows (2016) von Kim Jee-woon einen großen Erfolg, denn der Film generierte 7,5 Millionen Kinobesucher. Jay Choi von Warner Bros. äußerte sich zu den Gründen des Einstiegs, dass Südkorea einen der größten Kinomärkte darstelle und dazu noch einen, in dem heimische Produktionen einen größeren Umsatz erzielen als Hollywoodfilme. Außerdem genießen südkoreanische Filme ein hohes Ansehen und bieten originelle und kreative Geschichten. Auch für den amerikanischen Streaminganbieter Netflix stellt Südkorea einen wichtigen Markt dar. Das Unternehmen sichert sich immer wieder die weltweiten Streamingrechte an einigen südkoreanischen Filmen, begann aber auch mit der Finanzierung von Filmen im Vorfeld. 2017 finanzierte Netflix den Film Okja von Bong Joon-ho. Genauso werden für südkoreanische Webplattformen Filme produziert.
In China sind südkoreanische Filme sehr beliebt und erfolgreich. So wurden in den 2010er Jahren vermehrt südkoreanische Schauspieler für chinesische Produktionen engagiert. Teilweise wurden die Filme in Südkorea gedreht, wie Bad Guys Always Die. Außerdem beteiligten sich südkoreanische Unternehmen für visuelle Effekte und DI an der Postproduktion verschiedener chinesischer Filme. So kümmerte sich das in Busan ansässige Unternehmen AZ Works um die Effekte von Tsui Harks Detective Dee und das Geheimnis der Phantomflammen (2010), wofür es den Hong Kong Film Award erhielt. Zudem gingen einige Studios Partnerschaften ein. Allerdings verschlechterten sich die Beziehung zwischen Südkorea und China als die südkoreanische Regierung den Bau des Raketenabwehrsystems THAAD des US-Militärs genehmigte. Die führte de facto zu einem Verbot der Einfuhr südkoreanischer Filme. Für etwa zwei Jahre erschienen keine südkoreanischen Produktionen in chinesischen Kinos. Mit Huayi Brothers stieg aber auch ein großes chinesisches Filmstudio in den südkoreanischen Produktionsmarkt ein. Zu dem Unternehmen gehört das 2018 gegründete Filmunternehmen Merry Christmas. Die von Regisseur Kim Yong-hwa gegründeten Dexter Studios fokussierten sich zu Beginn auf visuelle Effekte und CGI. Das Unternehmen expandierte allerdings in die Bereiche Filmfinanzierung und Distribution. Des Weiteren entstand 2013 durch die Kooperation von zehn kleineren Filmstudios – wie Myung Films, Chungeorahm Film, JupiterFilm und Filmmaker R & K – das Produktionsunternehmen Little Big Pictures.
Nach Dal Yong Jin (2020) profitieren amerikanische Filme stark vom Oligopol des südkoreanischen Filmmarktes. Dieses Oligopol führe dazu, dass nur wenige Filme auf den meisten Kinoleinwänden gespielt werden. Die Zunahme an Kinosälen führte nicht zu einer Vielfalt an Filmen, stattdessen werden Blockbuster fast überall gezeigt. Und gerade amerikanische Produktionen vereinten dabei die meisten Leinwände auf sich. Captain America: Civil War (2016) wurde auf 1991 von 2575 Leinwänden gezeigt. Dies sei eine Gefahr für kulturelle Filme wie Arthouse und Autorenfilme, da hauptsächliche kommerzielle Filme im Kino gezeigt werden. Dies wird auch von einigen Filmschaffenden, wie Kim Ki-duk, kritisiert.

## Independentfilme
Während die Filmlandschaft durch die staatliche Einflussnahme und Zensur von einigen wenigen Unternehmen dominiert wurde, konnten nach der Liberalisierung und dem Wegfall der Produzenten-Registrierung Mitte der 1980er Jahre Independentfilme gedreht werden. Einer der ersten Independentfilme war Oh, Dream Nation (1988) über das Gwangju-Massaker, das sich im Jahr 1980 ereignete. Nach Kim Young-jin habe der Film erheblichen Einfluss auf die Produktion von weiteren Independentfilmen genommen. Aufbauend auf den Erfolg drehte die Gruppe Jangsangotmae, die auch Oh, Dream Nation produzierte, 1990 den Film Night before the Strike über die Anstrengungen der Arbeiterklasse im Kapitalismus. In Südkorea bieten das Jeongdongjin Independent Film Festival, das Seoul Independent Film Festival und das Busan International Film Festival jungen, aufstrebenden Regisseuren die Gelegenheit, ihre Filme zu präsentieren. Mit dem von Filmkritiker und -übersetzer Darcy Paquet ins Leben gerufenen Wildflower Film Awards (들꽃영화상) werden seit 2014 jährlich die besten Independent-Leistungen prämiert. Unterstützt wird der Independentfilm unter anderem durch die Association of Korean Independent Film & Video (한국독립영화협회). Im 21. Jahrhundert konnte das südkoreanische Independentkino internationale Erfolge verzeichnen. Breathless (똥파리, 2008) von Yang Ik-june handelt von Kindesmissbrauch und Wucherei und erhielt den Silver Screen Awards der Internationalen Filmfestspiele von Singapur und den Tiger von Rotterdam. Der 2012 erschienene Schwarzweißfilm Jiseul wurde teilweise durch Crowdfunding finanziert und gewann bspw. als erster südkoreanischer Film den Grand Jury Prize auf dem Sundance Film Festival 2013. Han Gong-ju (2014) wurde mit den Hauptpreisen der Filmfestspiele von Marrakesch und Rotterdam ausgezeichnet. Der Film verhalf der Schauspielerin Chun Woo-hee zu ihrem großen Durchbruch im koreanischen Kino. House of Hummingbird (2018) konnte während seiner Festivalrunde von Oktober 2018 bis August 2019 gleich 25 Preise einsammeln, darunter den NETPAC-Preis auf den Filmfestspielen von Busan, den Großen Preis der Internationalen Jury der Kategorie Generation 14plus auf der Berlinale und die Goldene Tulpe von Istanbul.
Der Regisseur Park Suk-young feierte Erfolge für seine Blumen-Trilogie, bei der es sich um unabhängige Filme handelt und um Teenager in einer Krise geht. In allen drei Filmen wird die Hauptrolle von Jeong Ha-dam ausgefüllt. Independentfilme decken verschiedene Themen ab. The Journals of Musan (2014) von Park Jung-bum schildert das Leben eines nordkoreanischen Flüchtlings in Südkorea und dessen Schwierigkeiten, einen Job zu finden, Diskriminierung, Armut. Dohee – Weglaufen kann jeder (2014) von July Jung und Miss Baek (2018) von Lee Ji-won setzen sich mit Kindesmisshandlung auseinander und werden von weiblichen Rollen dominiert.

## K-Horror
Der Begriff K-Horror bezeichnet südkoreanische Horrorfilme und etablierte sich, als Ende der 1990er Jahre der koreanische Horrorfilm weltweit populär wurde. Erfolgreiche Horrorfilme entwickelten sich gemeinsam mit der Koreanischen Neuen Welle. Der 1998 veröffentlichte Film Whispering Corridors ist der erste Horrorfilm des neuen südkoreanischen Kinos. Regisseur Park Ki-hyeong orientierte sich für sein Werk an italienischen Horrorfilmen der 1970er und 1980er Jahre. Der Film handelt von Schülerinnen, die von ihren Lehrern schikaniert und missbraucht werden, und enthält so eine direkte soziokulturelle Komponente. Der Erfolg führte zur Produktion weiterer Filme ähnlicher Machart. Anders als Japan, das sich nach dem Erfolg von Ring sehr stark auf das Horrorgenre fokussierte, begann das südkoreanische Kino im Zuge der Neuen Welle eine breite Palette an Genres und Themen abzudecken. Doch im Ausland genossen zu Beginn der 2000er Jahre unter südkoreanischen Filmen vor allem Horrorproduktionen große Beliebtheit.
Die Horrorfilme thematisieren meist gesellschaftliche Probleme. Pechmann (2015) argumentiert, die Filme bedienen sich der Angst „vor dem Fremden, dem Anderen und dem Ungewohnten“. In südkoreanischen Produktionen sei das „Andere nicht das, was wir direkt wahrnehmen, also kein Serienmörder, kein Geist, kein Monster, sondern das, was mit diesen jeweiligen Figuren verbunden ist“. Das Andere sei nach Pechmann „auf einer höheren und abstrakteren Ebene angesiedelt“. Dies mache koreanische Horrorfilme nicht leicht verständlich. In Whispering Corridors zum Beispiel befindet sich im Klassenraum ein Gemälde der historischen Persönlichkeit Shin Saimdang, die als Mutter Koreas gilt und an Mädchenschulen als Ideal der Weiblichkeit vermittelt wird. Am Filmende ist das Porträt blutüberströmt mit den blutigen Tränen des Gespenstes Jinju, als sie die Schule verlässt – nach Jinhee Choi (2011) ein Symbol, dass die überaltete Ikone keine Bedeutung mehr hat für die jungen Heranwachsenden im modernen Südkorea. Die Horrorfilme sollen den Zuschauer wachrütteln, dass die Gesellschaft noch vom Idealzustand entfernt sei. Außerdem bedienen sich die Gruselfilme urbaner Legenden und traditioneller Folklore. Weiterhin ist die gängigste Erzählweise des koreanischen Kinos das Melodrama, was zum Großteil auf das Erbe von shinpa zurückzuführen ist. Shinpa ist eine japanische Theaterform, die während der Kolonialzeit nach Korea kam. Dabei handelte es sich um tragische Geschichten voller Pessimismus und einem unausweichlichen traurigen Ende. Koreanische Horrorfilme haben in der Regel kein Happy End. Das Ende des Films sei aber meist auch nicht gruselig, sondern traurig. Der Zuschauer wird mit der Wahrheit konfrontiert und verspürt Traurigkeit und Verzweiflung.
Einen Meilenstein im koreanischen Horrorkino stellt A Tale of Two Sisters (2003) von Kim Jee-woon dar. Südkoreanische Horrorfilme kennzeichnet zudem eine häufige Vermischung mit anderen Genres. So stellt Kims The Quiet Family (1998) eine Tragikomödie mit Horrorelementen dar, während I Saw the Devil (2010) ein Horrorthriller ist. Als Horrorthriller sind auch die Filme Bedevilled (2008) und Oldboy einzuordnen. Der Film Ghosts of War (2004) verknüpft die Schrecken des Krieges mit Horrorelementen. Der vielschichtige Monsterfilm The Host verbindet diverse Genres und Themen. Der 2011 veröffentlichte Film Spellbound vermischt die Genres Romantik, Komödie und Horror. Dieser Genremix sorgt für einen Kontrast, dass man sich in einem Moment vorkommt, als sehe man eine romantische Komödie, und im nächsten Moment in den Horror zurückgeholt wird. Südkoreanische Horrorfilme seien dabei sehr frech und harsch und fördern verstörende Szenen. Die komödiantischen Szenen sollen den Zuschauer ablenken, um ihn später unvorbereitet mit dem Horror zu konfrontieren.
Kommen in Horrorfilmen übernatürliche Wesen vor, sind es in der Regel traditionell koreanische wie Gumiho und Gwisin (Geist). Allerdings veröffentlichte Park Chan-wook 2009 mit Durst einen Vampirfilm. Zudem entwickelte sich der 2016 veröffentlichte Zombiefilm Train to Busan zum erfolgreichsten südkoreanischen Horrorfilm. Im gleichen Jahr wurde auch der Film The Wailing – Die Besessenen von Na Hong-jin, der für seine gefeierten Thriller bekannt ist, veröffentlicht. In dem Film nimmt Na übernatürliche Elemente verschiedener Glaubensrichtungen auf. Auch übernatürliche Kräfte wie Geister dienen häufig als Ablenkung. Der Zuschauer soll sein Augenmerk auf diese offensichtliche Gefahr richten und erkennt dabei nicht, was eigentlich los ist.
Während das südkoreanische Horrorkino unter dem Begriff „K-Horror“ erst seit Ende der 1990er international bekannt wurde, ist die Geschichte deutlich länger. 1924 veröffentlichte Park Jung-hyun die Geisterfabel Janghwa Hongryeon jeon, basierend auf der gleichnamigen, alten Volkssage. Allerdings konnte sich das südkoreanische Kino unter japanischer Herrschaft (1910–1945) kaum entwickeln. Erst dem 1960 erschienenen Film Hanyo – Das Hausmädchen von Kim Ki-young werden die Anfänge des modernen koreanischen Horrorfilms zugesprochen. Es ist einer der einflussreichsten Filme in Südkorea und weist einige Horrorelemente auf. Shin Sang-ok veröffentlichte 1969 The Thousand Year Old Fox, in dem er die Gestalt des Gumiho aufnimmt: ein neunschwänziger Fuchs, in der Regel weiblich, der Menschengestalt annehmen kann.

## Zuschauerzuspruch
| Marktanteil südkoreanischer Filme an Kinobesuchen in Südkorea | Marktanteil südkoreanischer Filme an Kinobesuchen in Südkorea | Marktanteil südkoreanischer Filme an Kinobesuchen in Südkorea |
| Jahr                                                          | Kinobesuche gesamt, in Mio.                                   | Marktanteil südkoreanischer Filme                             |
| ------------------------------------------------------------- | ------------------------------------------------------------- | ------------------------------------------------------------- |
| 2012                                                          | 194,9                                                         | 58,8 %                                                        |
| 2013                                                          | 213,4                                                         | 59,7 %                                                        |
| 2014                                                          | 215,1                                                         | 50,1 %                                                        |
| 2015                                                          | 217,3                                                         | 52,0 %                                                        |
| 2016                                                          | 217,0                                                         | 53,7 %                                                        |
| 2017                                                          | 219,9                                                         | 51,8 %                                                        |
| 2018                                                          | 216,4                                                         | 50,9 %                                                        |
| 2019                                                          | 226,7                                                         | 51,0 %                                                        |

Südkorea ist eines der wenigen Länder, in denen einheimische Filmproduktionen regelmäßig einen Marktanteil von über 50 % erreichen. 1986 wurde auf Druck der Vereinigten Staaten die Einfuhrquote für ausländische Filme aufgehoben. Im Vergleich zu anderen Ländern, die ihre Quoten beseitigten, wuchs der Marktanteil einheimischer Filme in Südkorea, nach einem kurzzeitigen Einbruch, während er in Mexiko und Taiwan schrumpfte. Nach Chuck Stephens von der Filmfachzeitschrift Film Comment war Südkorea im Jahr 2001 das erste Land, das seinen Filmmarkt von Hollywood zurückeroberte und eine großartige Erneuerung erlebte. Im Jahr 2013 gab es in Südkorea erstmals über 200 Millionen Kinobesucher. Der Anteil einheimischer Filmproduktionen war in dem Jahr mit 59,1 Prozent der zweithöchste Anteil nach 63 Prozent, die im Jahr 2006 erreicht worden waren. Südkorea gehört zu den Ländern, in denen die Menschen am häufigsten ins Kino gehen: Mit 216,4 Millionen Kinobesuchen bei etwa 50 Millionen Einwohnern beträgt die durchschnittliche Rate mehr als vier Kinobesuche pro Kopf jährlich. 2013 wies Südkorea 4,25 Kinobesuche pro Einwohner auf, so hoch wie in keinem anderen Land in jenem Jahr.
Liste der erfolgreichsten Filme
(Stand: Oktober 2019, nach Besucheranzahl geordnet)
1. Der Admiral – Roaring Currents (명량) – 17.614.590 (2014)
2. Extreme Job – Die Spicy-Chicken-Police (극한직업) – 16.265.094 (2019)
3. Along with the Gods: The Two Worlds (신과함께: 죄와 벌) – 14.411.708 (2017)
4. Ode to My Father (국제시장) – 14.254.955 (2014)
5. Veteran – Above the Law (베테랑) – 13.414.200 (2015)
6. The Host (괴물) – 13.019.000 (2006)
7. The Thieves (도둑들) – 12.983.005 (2012)
8. Miracle in Cell No. 7 (7번방의 선물) – 12.803.485 (2013)
9. Assassination (암살) – 12.706.819 (2015)
10. Masquerade (광해, 왕이 된 남자) – 12.321.459 (2012)
11. The King and the Clown (왕의 남자) – 12.302.831 (2005)
12. Along with the Gods: The Last 49 Days (신과함께: 인과 연) – 12.273.696 (2018)
13. A Taxi Driver (택시운전사) – 12.189.436 (2017)
14. Brotherhood – Wenn Brüder aufeinander schießen müssen (태극기 휘날리며) – 11.746.135 (2004)
15. Train to Busan (부산행) – 11.566.874 (2016)
16. The Attorney (변호인) – 11.374.861 (2013)
17. Tsunami – Die Todeswelle (해운대) – 11.324.791 (2009)
18. Silmido (실미도) – 11.108.000 (2003)
19. Parasite (기생충) – 10.083.179 (2019)
20. A Violent Prosecutor (검사외전) – 9.707.581 (2016)

## Filmfestivals

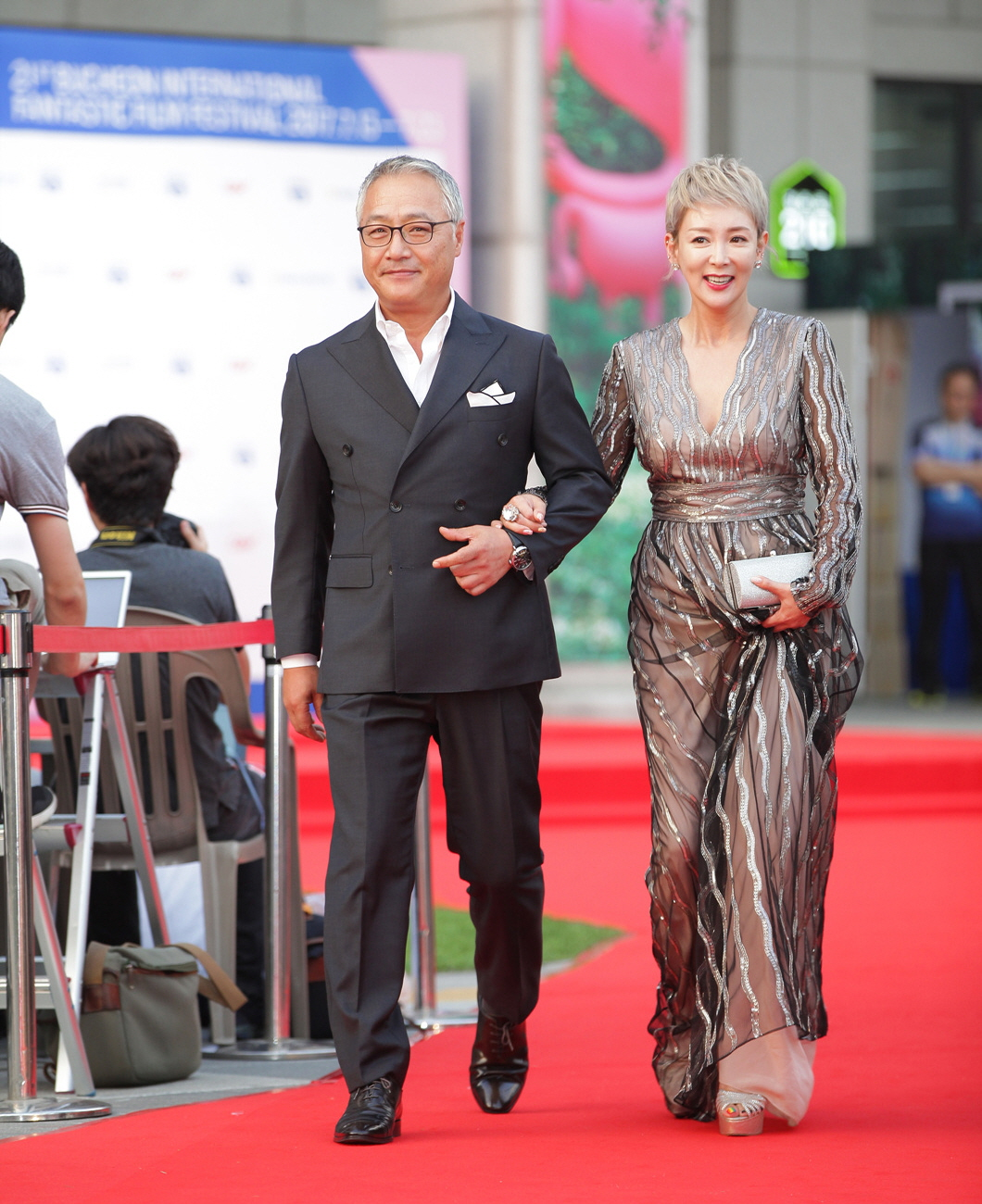
Lee Kyeong-yeong und Lee Sang-ah auf den roten Teppich des Bucheon International Fantastic Film Festivals 2017.

Das Busan International Film Festival (BIFF) ist das besucherstärkste Filmfestival Asiens und eines der bedeutendsten. Durch seine Gründung im Jahr 1996 entwickelte es sich gemeinsam mit der Korean New Wave. Das Festival ist von der FIAPF akkreditiert und spezialisiert auf das asiatische Kino. 2018 hatten die Filmfestspiele etwa 195.000 Besucher. Das jährlich im Mai stattfindende Jeonju International Film Festival genießt innerhalb Südkoreas einen exzellenten Ruf, ist eine Stütze für Südkoreas Arthouse-Kino und die Vorstellungen sind meist ausverkauft. 1997 startete die erste Auflage des Bucheon International Fantastic Film Festivals, Südkoreas größtem Genrefilmfestival. Die drei Festivals werden weitläufig als die drei wichtigsten Filmfestspiele in Südkorea betrachtet.

## Filmpreise

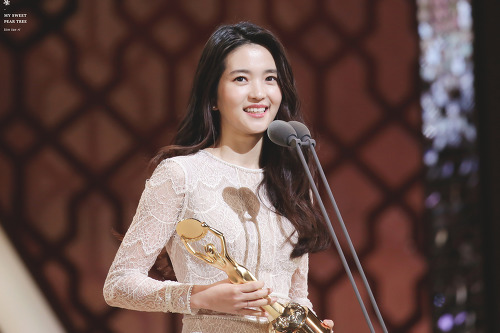
Kim Tae-ri mit dem Blue Dragon Award (2016)

Als die wichtigsten Auszeichnungen werden der Blue Dragon Award und der Daejong-Filmpreis betrachtet. Der Daejong-Filmpreis wurde 1962 vom Ministerium für Kultur und Information ins Leben gerufen. Als staatlich geförderter Preis gehörte die Verleihung zur Zeit der Militärdiktatur auch zur Propaganda der Regierung. So wurde für einige Zeit der Preis für den besten Film in der Kategorie Antikommunismus vergeben. Als ältester, noch existierender Filmpreis gilt die Daejong-Auszeichnung dennoch weiterhin als prestigeträchtig. Die Blue Dragon Awards wurden 1963 von der konservativen Zeitung Chosun Ilbo begründet, in den 1970er Jahren allerdings wieder beendet. Die Tochterzeitung Sports Chosun belebte die Verleihung in den 1990er Jahren wieder. Bekannt ist auch der Baeksang Arts Award, ein Preis für Film und Fernsehen, ähnlich der amerikanischen Golden Globes. Im Zuge des Busan International Film Festival werden auch einige, von den Filmfestspielen selbst unabhängige Preise vergeben, wie der Busan Film Critics Awards.
Filmpreise
| Filmpreis                                 | Koreanisch           | Zugehörigkeit                             | Vergabezeit      |
| ----------------------------------------- | -------------------- | ----------------------------------------- | ---------------- |
| Daejong Film Awards                       | 대종상영화제         | The Motion Pictures Association of Korea  | November         |
| Blue Dragon Awards                        | 청룡영화상           | Sports Chosun                             | Dezember         |
| Baeksang Arts Awards                      | 백상예술대상         | Ilgan Sports                              | April/Mai        |
| Buil Film Awards                          | 부일영화상           | Busan Ilbo                                | Oktober          |
| Busan Film Critics Awards                 | 부산영화평론가협회상 | Busan Film Critics Association            | Oktober          |
| Wildflower Film Awards                    | 들꽃영화상           | Wildflower Film Awards Korea              | April            |
| Korean Association of Film Critics Awards | 한국영화평론가협회상 | Korean Association of Film Critics (KAFC) | Oktober/November |
| Director’s Cut Awards                     | 디렉터스 컷 시상식   | Korea Film Director’s Network             | Dezember         |
| Chunsa Film Art Awards                    | 춘사대상영화제       | Korea Film Directors’ Society             | April/Mai        |